# Kingdom (série télévisée, 2014)
Pour les articles homonymes, voir Kingdom.
Kingdom est une série télévisée américaine dramatique en quarante épisodes de 45 minutes créée par Byron Balasco (en) et diffusée entre le 8 octobre 2014 et le 2 août 2017 sur Audience Network et à partir du 13 octobre 2014 sur Bravo! au Canada. En France, la série est diffusée depuis le 23 août 2015 sur OCS Choc, et au Québec, à partir du 16 mai 2017 sur MusiquePlus. Elle reste inédite dans les autres pays francophones.

## Synopsis
Drame familial dont l'action se déroule dans le quartier de Venice à Los Angeles. La série sombre et violente suit une famille qui évolue dans le milieu des arts martiaux mixtes. On y suit leurs addictions et leurs relations tumultueuses,.

## Distribution

### Acteurs principaux
- Frank Grillo (VF : Jérôme Pauwels) : Alvey Kulina
- Kiele Sanchez (VF : Dorothée Pousséo) : Lisa Prince
- Matt Lauria (VF : Emmanuel Lemire) : Ryan Wheeler
- Jonathan Tucker (VF : Benjamin Penamaria) : Jay Kulina
- Nick Jonas (VF : Hugo Brunswick) : Nate Kulina
- Joanna Going (VF : Hélène Bizot) : Christina Kulina
- Natalie Martinez (VF : Maeva Pasquali) : Alicia Mendez[7] (saison 2)

Photos des acteurs principaux
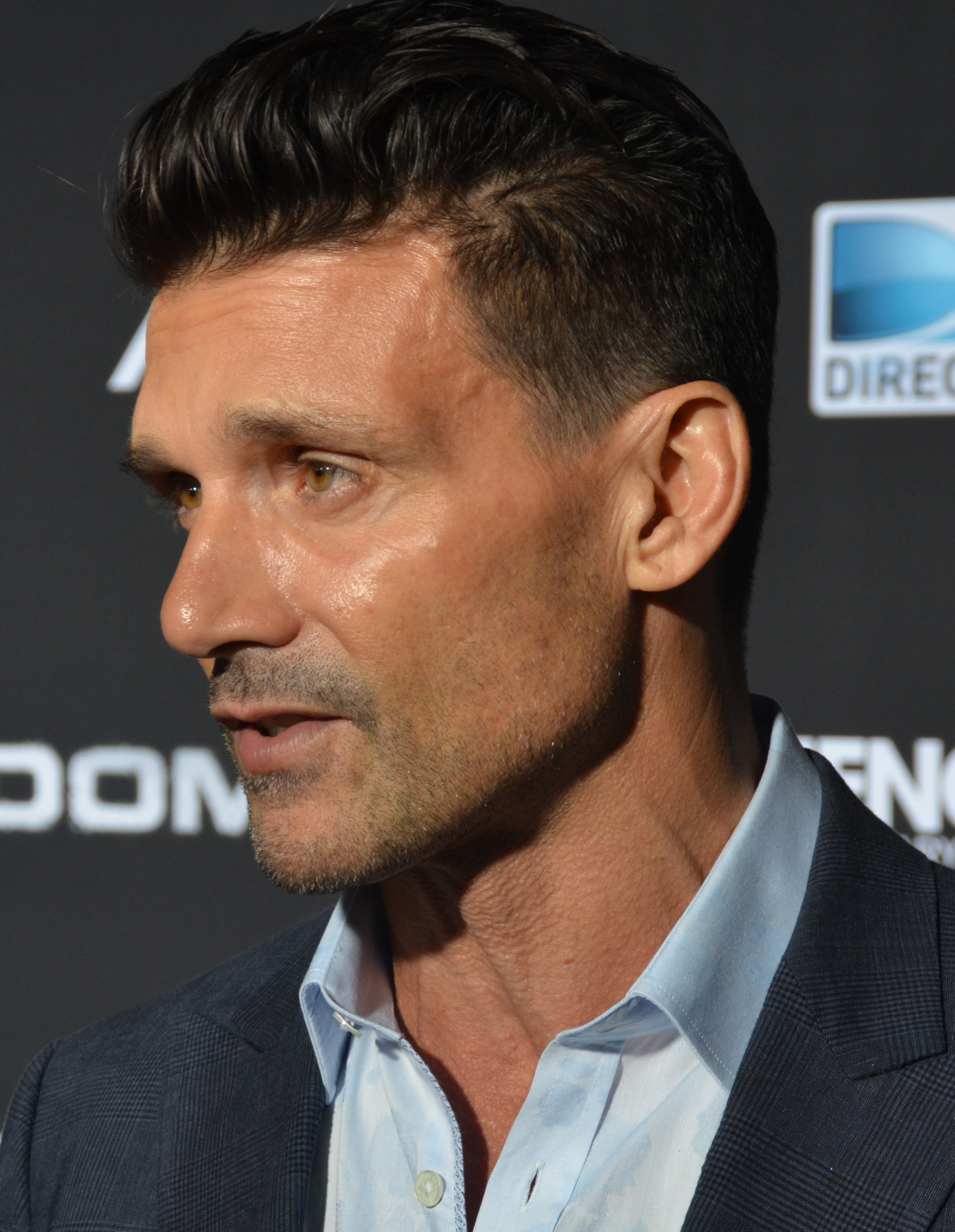
Frank Grillo interprète Alvey Kulina
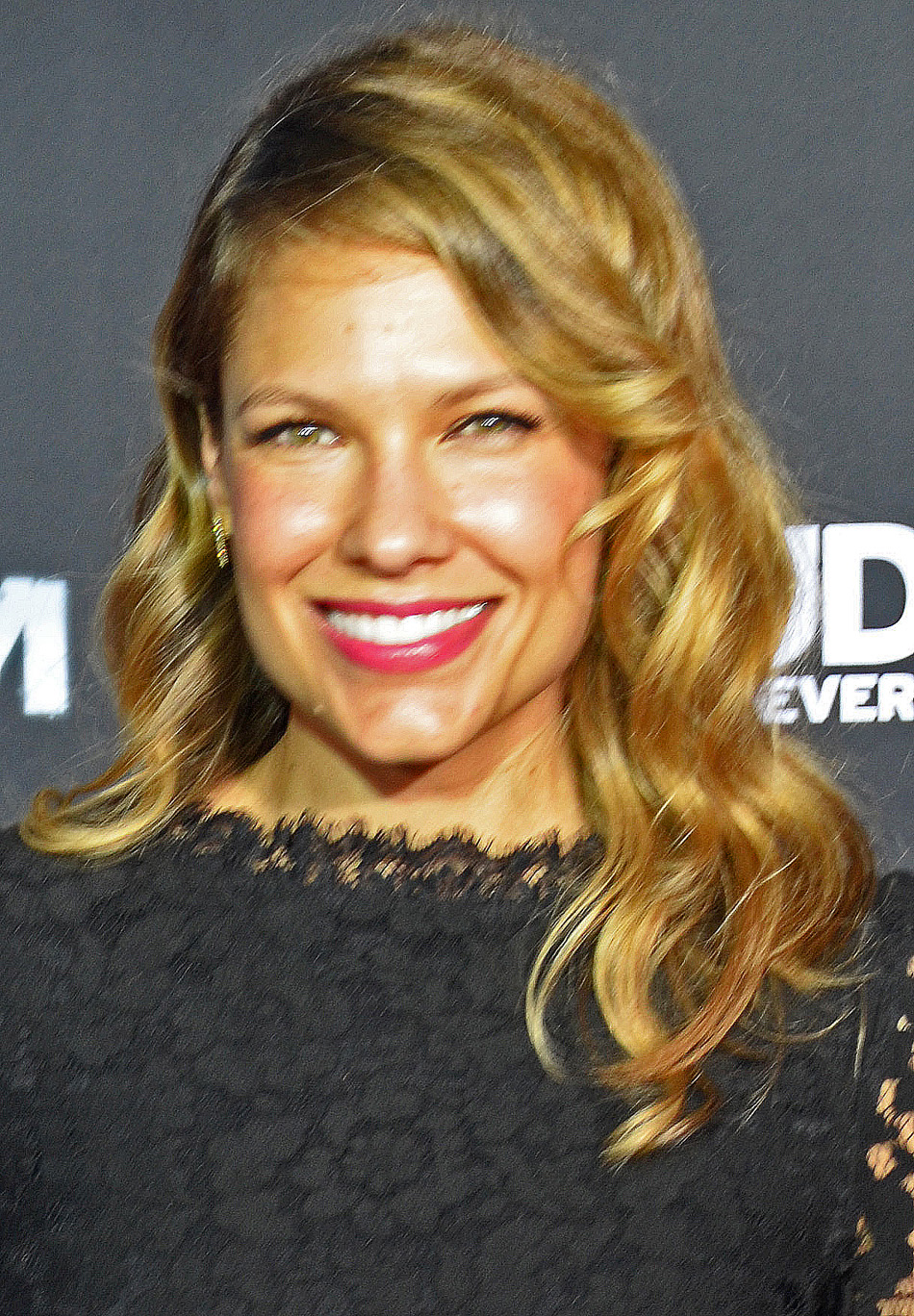
Kiele Sanchez interprète Lisa Prince
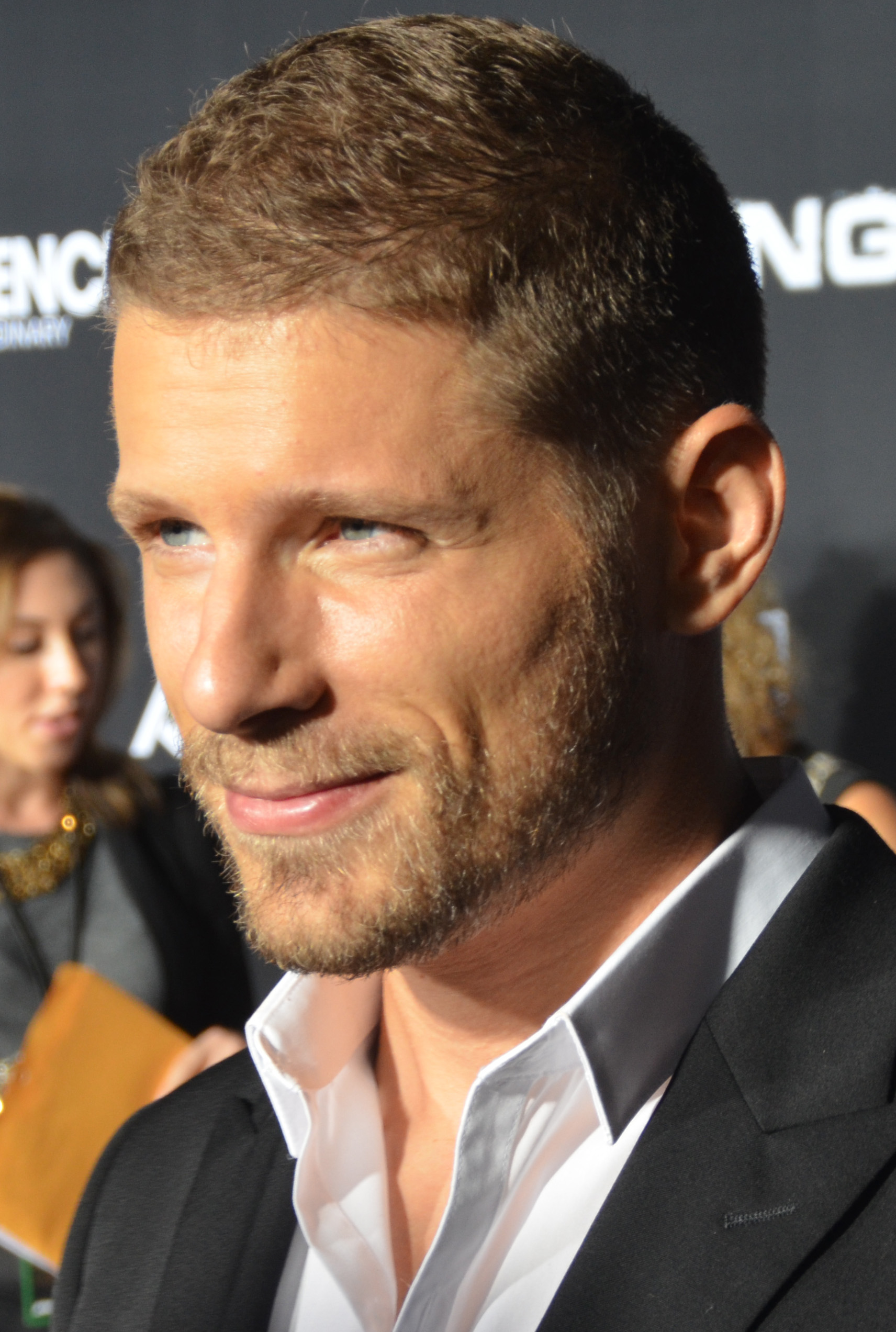
Matt Lauria interprète Ryan Wheeler
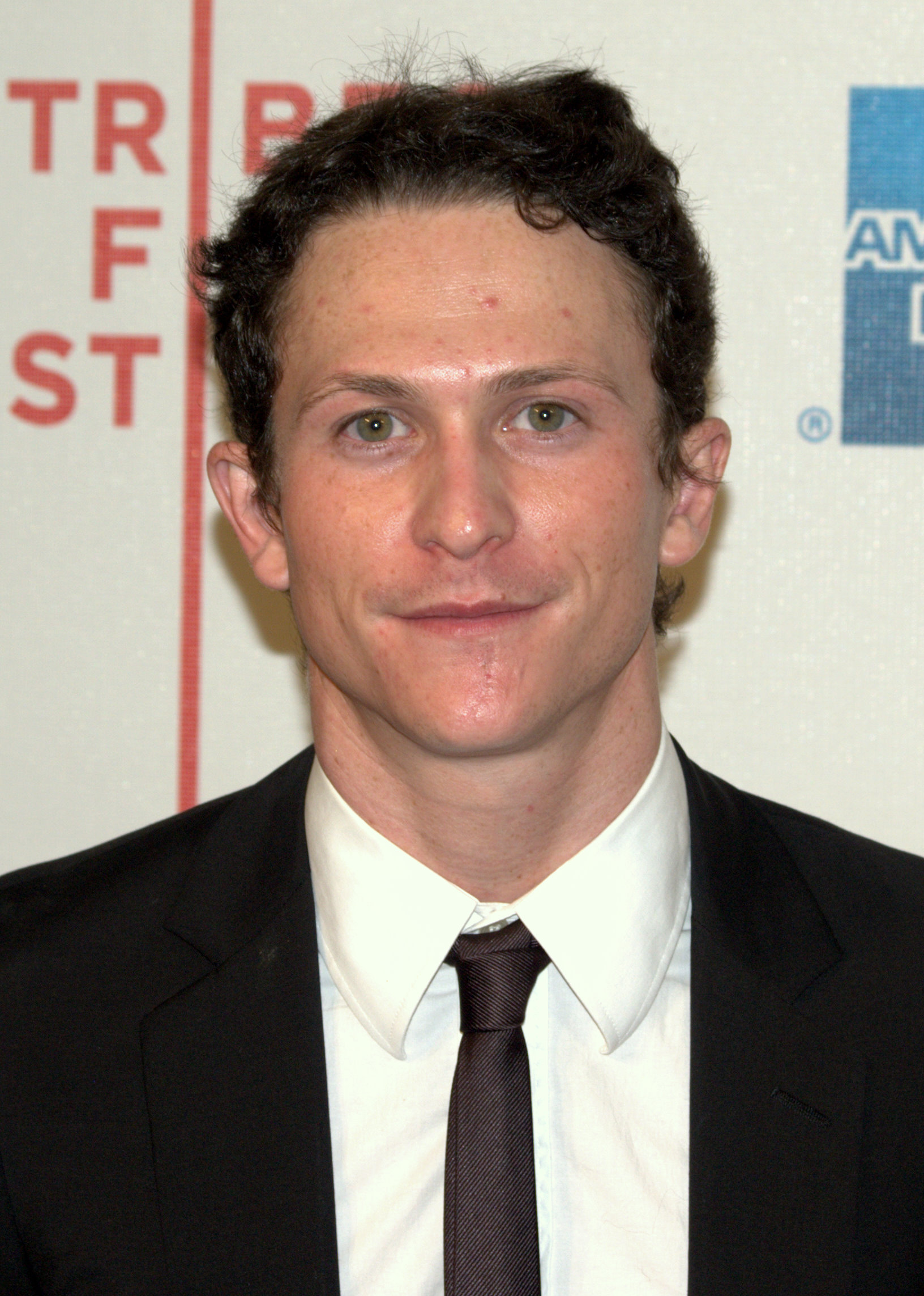
Jonathan Tucker interprète Jay Kulina
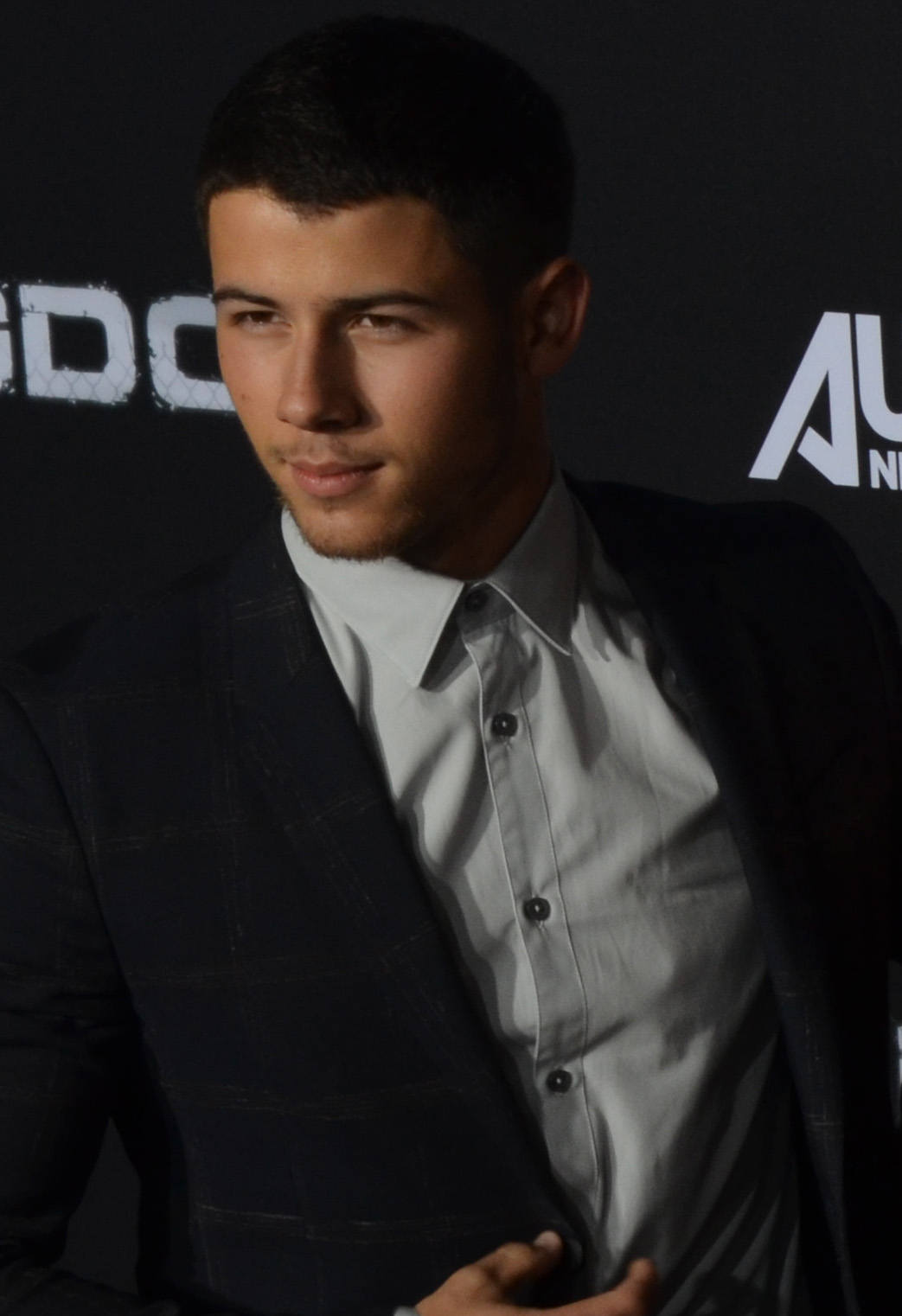
Nick Jonas interprète Nate Kulina
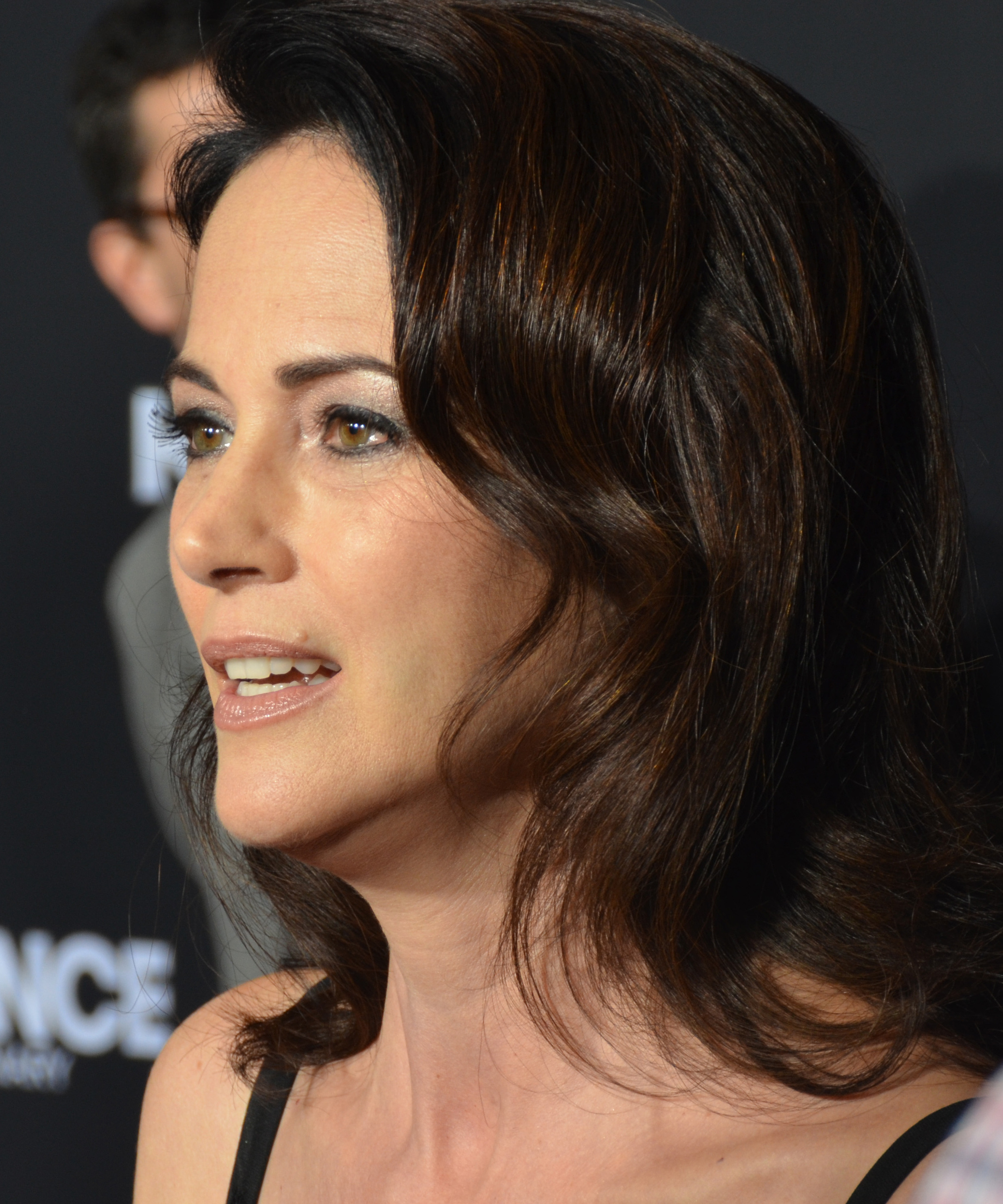
Joanna Going interprète Christina Kulina
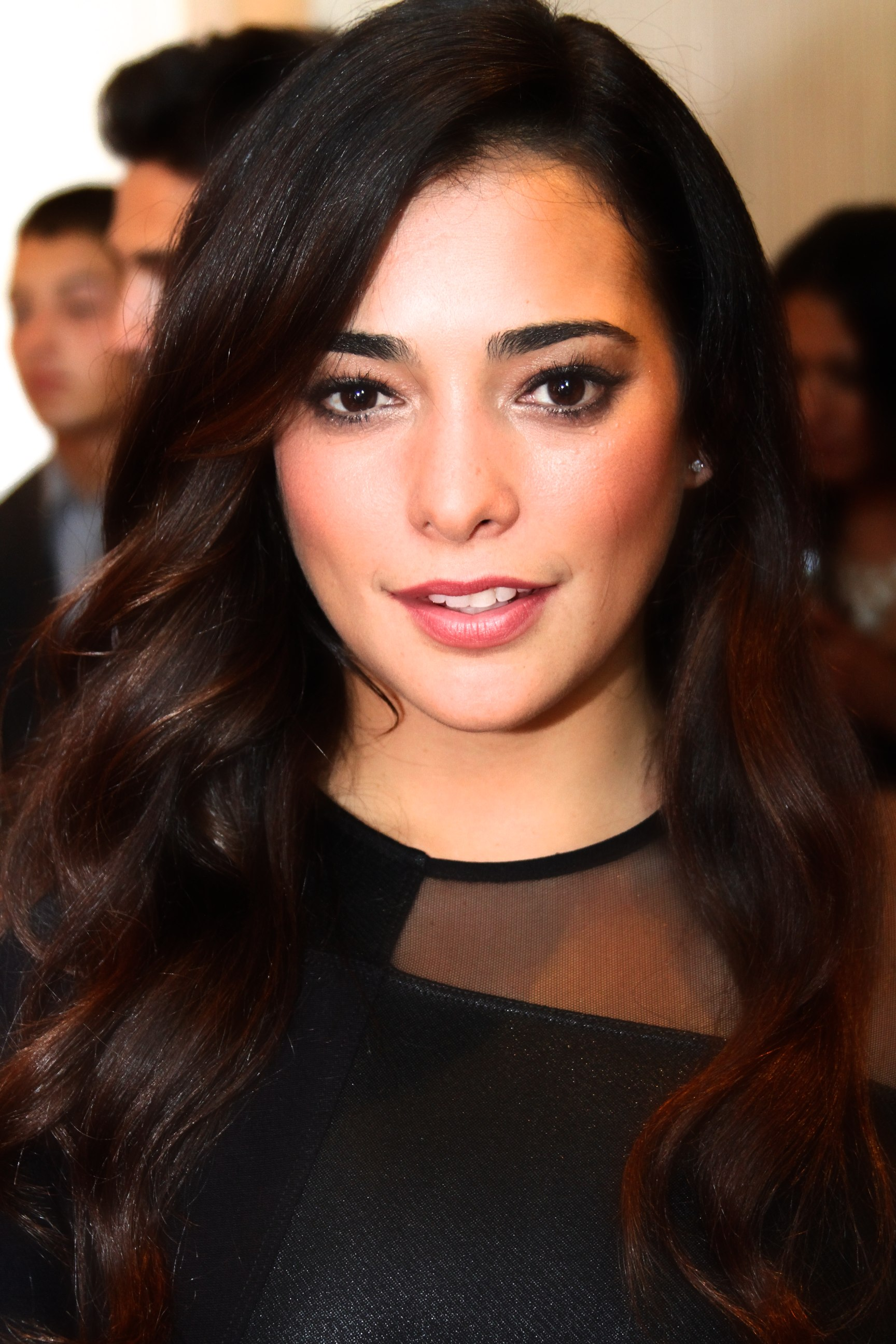
Natalie Martinez interprète Alicia Mendez

### Acteurs récurrents
- Paul Walter Hauser (VF : Jérôme Wiggins) : Keith (27 épisodes, saisons 1 à 3)
- Juliette Jackson : Shelby, gère la réception à Navy St. Gym (8 épisodes, saison 1)
- M.C. Gainey (VF : Jean Barney) : Rick Wheeler (6 épisodes, saisons 1 et 2)
- Bruce Davison (VF : Michel Paulin) : Ron Prince, le père de Lisa (4 épisodes, saisons 1 et 2)
- Mac Brandt (en) : Mac Sullivan, infirmier, ami personnel et fournisseur de médicaments des Kulina (4 épisodes, saison 1)
- Ronnie Gene Blevins (en) (VF : François Delaive) : Michael (4 épisodes, saison 1)
- Mario Perez : Carlos, un membre de gang qui est impliqué dans le passage à tabac de Nate (4 épisodes, saison 1)
- Jessica Szohr (VF : Emmanuelle Rivière) : Laura Melvin[7] (saison 2A)
- Mark Consuelos (VF : Sacha Petronijevic) : Sean Chapas[8] (5 épisodes, saison 2)
- Wendy Moniz (VF : Danièle Douet) : Roxanne[9] (saison 2B)
- Kirk Acevedo (VF : Cyrille Monge) : Dominick Ramos[10] (saison 3)

### Invités
- Meaghan Rath (VF : Pamela Ravassard) : Tatiana, physiothérapeute de Nate (3 épisodes, saison 1)
- Jamie Harris (VF : Emmanuel Karsen) : Terry, proxénète de Christina (3 épisodes, saison 1)
- Jai Rodriguez (en) : Diego Diaz, physiothérapeute de Nate après la démission de Tatiana (3 épisodes, saison 1)
- Bryan Callen (VF : Erwan Zamor) : Garo Kassabian (3 épisodes, saison 1)
- Jamie Kennedy (VF : Jérémy Prévost) : Bucky DeMarco (2 épisodes, saison 1)
- Phil Abrams : Dr Kramer, thérapeute d'Alvey (2 épisodes, saison 1)
- Alicia Witt (VF : Cindy Tempez) : Melanie (saison 1, 1 épisode)
- Cub Swanson : l'adversaire de Nate (saison 1, 1 épisode)
- Andre Royo : le propriétaire du Sunset Hawaiian (saison 1, 1 épisode)

 Source et légende : version française (VF) sur RS Doublage et Doublage Série Database

## Production
Les têtes d'affiche Frank Grillo et Kiele Sanchez ont joués ensemble dans le film American Nightmare 2, 3' 2014. 
Les actrices Kiele Sanchez, Zuleikha Robinson et l'acteur M. C. Gainey ont participé à la série Lost : Les Disparus. Sanchez lors de la saison 3, Robinson lors des saisons 5 et 6, et Gainey lors des saisons 1 à 4. 
Le 17 octobre 2014, DirecTV a annoncé que la série serait reconduite pour vingt épisodes supplémentaires, dix prévus pour l'automne 2015 et dix pour 2016.
Le 7 juillet 2016, la série est renouvelée pour une troisième saison, qui sera la dernière.

## Épisodes

### Première saison (2014)
Elle comprend dix épisodes.
| No. | Titre de l'épisode         | Réalisé par    | Écrit par                                                          | Diffusion originale |
| --- | -------------------------- | -------------- | ------------------------------------------------------------------ | ------------------- |
| 1   | Set Yourself on Fire       | Adam Davidson  | Byron Balasco                                                      | 8 octobre 2014      |
| 2   | Glass Eye                  | Adam Davidson  | Byron Balasco                                                      | 15 octobre 2014     |
| 3   | Piece of Plastic           | Michael Morris | Alex Metcalf                                                       | 22 octobre 2014     |
| 4   | Flowers                    | Michael Morris | Fernanda Coppel                                                    | 29 octobre 2014     |
| 5   | Eat Your Own Cooking       | Gary Fleder    | Vladimir Cvetko                                                    | 5 novembre 2014     |
| 6   | Please Refrain from Crying | Gary Fleder    | Alex Metcalf                                                       | 12 novembre 2014    |
| 7   | Animator/Annihilator       | Dennie Gordon  | Ryan Farley                                                        | 19 novembre 2014    |
| 8   | The Gentle Slope           | Dennie Gordon  | Tom Garrigus                                                       | 26 novembre 2014    |
| 9   | Cut Day                    | Tim Iacofano   | Histoire de : Ryan Farley Scénario de : Ryan Farley & Tom Garrigus | 3 décembre 2014     |
| 10  | King Beast                 | Tim Iacofano   | Histoire de : Tom Garrigus Scénario : Byron Balasco                | 10 décembre 2014    |

### Deuxième saison (2015-2016)
Elle a été est diffusée en deux parties, la première depuis le 14 octobre 2015 et la deuxième dès le 1er juin 2016.
| No | Titre original de l'épisode | Réalisé par      | Écrit par       | Diffusion originale |
| -- | --------------------------- | ---------------- | --------------- | ------------------- |
| 11 | New Money                   | Craig Zisk       | Byron Balasco   | 14 octobre 2015     |
| 12 | Simulations                 | Craig Zisk       | Byron Balasco   | 21 octobre 2015     |
| 13 | Broken or Missing           | Michael Morris   | Alex Metcalf    | 28 octobre 2015     |
| 14 | Be First                    | Michael Morris   | Bruce Rasmussen | 4 novembre 2015     |
| 15 | Happy Hour                  | Gary Fleder      | Vladimir Cvetko | 11 novembre 2015    |
| 16 | Pink at Night               | Gary Fleder      | Peter Noah      | 18 novembre 2015    |
| 17 | The Demon Had a Spell       | Michael Morris   | Byron Balasco   | 25 novembre 2015    |
| 18 | Smoker                      | Michael Morris   | Bruce Rasmussen | 2 décembre 2015     |
| 19 | Living Down                 | Sidney Sidell    | Peter Noah      | 9 décembre 2015     |
| 20 | Traveling Alone             | Sidney Sidell    | Byron Balasco   | 16 décembre 2015    |
| 21 | Lay and Pray                | Gary Fleder      | Byron Balasco   | 1er juin 2016       |
| 22 | No Fault                    | Gary Fleder      | Byron Balasco   | 8 juin 2016         |
| 23 | Woke Up Lonely              | John Dahl        | Alex Metcalf    | 15 juin 2016        |
| 24 | Do Not Disturb              | John Dahl        | Patrick Aison   | 22 juin 2016        |
| 25 | Take Pills                  | Padraic McKinley | Byron Balasco   | 29 juin 2016        |
| 26 | Halos                       | Padraic McKinley | Byron Balasco   | 6 juillet 2016      |
| 27 | Help Wanted                 | Dennie Gordon    | Byron Balasco   | 13 juillet 2016     |
| 28 | Cut Man                     | Dennie Gordon    | Byron Balasco   | 20 juillet 2016     |
| 29 | Late to Leave               | Byron Balasco    | Byron Balasco   | 27 juillet 2016     |
| 30 | No Sharp Objects            | Byron Balasco    | Byron Balasco   | 3 août 2016         |

### Troisième saison (2017)
Elle est diffusée depuis le 31 mai 2017.
1. titre français inconnu (Wolf Tickets)
2. titre français inconnu (Ritual)
3. titre français inconnu (Thank You, Boys)
4. titre français inconnu (Headhunter)
5. titre français inconnu (Please Give)
6. titre français inconnu (All Talk)
7. titre français inconnu (Platinum Level)
8. titre français inconnu (Old Pueblo)
9. titre français inconnu (Cactus)
10. titre français inconnu (Lie Down in the Light)